# セイカスポーツセンター
株式会社セイカスポーツセンターは、鹿児島県鹿児島市に本社を置く、フィットネスクラブ「セイカスポーツクラブ」の運営および各種公設スポーツ施設の管理受託を手がける企業。総合食品製造メーカーのセイカ食品の子会社。

## 概要
ボンタンアメなどの製造を手がけるセイカ食品が、子供たちのために九州ではまだ少なかった屋内スケートリンク・遊泳プールを提供したいとして1966年（昭和41年）に鹿児島市高麗町にて設立。1975年にスイミングスクールを開始し、さらに1987年に鹿児島県初のエアロビクススタジオ、アスレチックジムを増築により併設し、フィットネス事業に進出する。その後、鹿児島市宇宿、鹿児島市中央町（アミュプラザ鹿児島内）、薩摩川内市、出水市にジムを展開している。なお、創業のきっかけとなった鹿児島市高麗町のスケートリンクは、施設老朽化のため2005年4月5日に閉鎖されている。
2000年に高齢者福祉センター谷山（鹿児島市西谷山）のプール監視・運動指導業務を鹿児島市から受託したのを契機に公営施設の管理受託事業に進出。以後、鹿児島県内にとどまらず全国の公営施設の管理受託を手がけており、さいたま市・広島市・久留米市・那覇市・うるま市に営業所を置く。

## 主な管理受託施設
指定管理者として受託中
- 鹿児島県体育施設（白波スタジアム・鹿児島県立鴨池補助競技場・鹿児島県立鴨池野球場など）
- 鹿児島県立サッカー・ラグビー場
- 石橋記念公園
- 姶良市総合運動公園
- 基山町体育施設（基山町総合体育館・基山町総合公園多目的運動場・基山町営球場・基山町営テニスコート）
- 山口県光市　ゆーぱーく光（温泉施設）
- 広島県東広島市　東広島運動公園
- 広島県三次市　みよし運動公園
- 和光市総合体育館
- 沖縄県うるま市　うるま市体育施設
- 沖縄県中頭郡　北谷町健康トレーニングセンター
- 沖縄県南城市　南城市立運動施設・公園施設

過去に指定管理者等として受託
- 鹿児島ふれあいスポーツランド：2004年 - 2019年
- 福岡県立久留米スポーツセンター（陸上競技場・野球場・体育館・武道館・庭球場）：2012年 - 2018年
- 出水市出水地域社会体育施設等（総合体育館等）：2014年 - 2017年
- ダイハツ九州アリーナ：管理受託、2012年 - 2016年
- 佐賀県総合運動場・佐賀県総合体育館・市村記念体育館（佐賀県より一括管理受託）：2012年 - 2020年
- ヘルシーランド たまて箱温泉（指宿市）:2010年 - 2023年
- 広島県総合グランド（コカ・コーラボトラーズジャパン広島総合グランド、広島スタジアム・ラグビー場・野球場など）：2016年 - 2021年

PFI事業者として参画
- 鴨池公園水泳プール
- 薩摩川内市コンベンション施設